# 玉井義臣
玉井 義臣（たまい よしおみ、1935年2月6日 – 2025年7月5日）は、日本の社会運動家、教育者。あしなが運動創始者。「あしなが育英会」前会長。

## 来歴・人物

### 出生から「あしなが運動」開始まで
1935年2月6日、大阪府池田市に生まれる。大阪府立池田高等学校を卒業後、滋賀大学経済学部に入学し、1958年に卒業。証券会社勤務等を経て、経済評論家として文筆活動に入る。1963年、母親が交通事故に遭ったことを契機に「交通評論家」としての活動を開始（母親は昏睡状態のまま36日後に死去）。また、妻も20代で脊椎ガンにて下半身不随となり、2年半後に死別。これらふたつの「死」が、玉井の「あしなが運動」の原点となる。

### 交通遺児育英会
「あしなが運動」開始後は、自賠責保険の支払限度額引き上げなどの問題提起を行い、1966年からは「桂小金治アフタヌーンショー」（NET）で週1回行われた「交通事故防止キャンペーン」コーナーにレギュラー出演し、各界関係者と議論を戦わせ刑法211条改正実現等に尽力した。1968年10月、姉と甥をやはり交通事故で亡くした岡嶋信治らとともに、数寄屋橋で「交通遺児をはげます会」の旗揚げ街頭募金を行う。その後、交通遺児・遺族による文集『天国にいるおとうさま』が反響を呼び、衆議院予算委員会において異例の決議が行われ、翌1969年に財団法人交通遺児育英会が設立される。自身は専務理事に就任し、会長にはかつて「アフタヌーンショー」で玉井と激しい議論を交わした永野重雄が就く。玉井には有能な人材を発掘・リクルートする特異な才能があり、育英会の若手活動家の中には後に国会議員となる山本孝史・藤村修らがいた。

### 「心塾」と「あしなが育英会」の設立
1978年、東京都日野市旭ヶ丘に遺児のための学生寮「心塾」（2006年2月より「あしなが心塾」）を設立し、教育者としての道を本格的に歩むことになる。1990年に朝日新聞社から「朝日社会福祉賞」を授与される。この頃より、玉井の災害遺児救済運動への関与について、交通遺児育英会内部から「背信行為」などと攻撃する動きが現われる。その内部の人事においてはたびたび「官僚の天下り」疑惑が指摘されており、その天下り人事に対立した玉井は1993年、純粋な民間の組織として新たに「あしなが育英会」を設立する（会長には新日鉄社長を務めていた武田豊が就任し、自身は副会長）。1994年に反玉井派の中心人物と目されていた宮崎清文（元総理府総務副長官）が交通遺児育英会の理事長に着任したことに伴い、同会専務理事を退任。社会学者の副田義也はこの件に関して、「自らが育てた交通遺児育英会を天下りしてきた高級官僚OBに乗っ取られ」と表現した。

### 「理想的社会」の実現へ
1995年1月17日、阪神・淡路大震災発生。以後はローラー調査と震災遺児のケアに奔走する。1998年「あしなが育英会」会長就任。1999年、世界150ヵ国以上の国々と日本全国から寄付を募り、遺児のケアを目的とした神戸レインボーハウスを設立。21世紀に入ってからは世界的規模による絶望的貧困削減を目指し、開発途上国にもレインボーハウスを設立。また、ニューヨークやアフガニスタン、イラクなどの世界各地から、戦争遺児・テロ遺児・エイズ遺児・災害遺児を招き、国際交流会を頻繁に開催する。2010年6月、集大成となる『だから、あしなが運動は素敵だ Psycho Critique 13』（批評社 ISBN 4826505272）を上梓。

### 死去
2025年7月5日、敗血症性ショックのため、東京都渋谷区の日本赤十字社医療センターで死去した。90歳没。死没日付をもって従五位に叙され、旭日小綬章を追贈された。

## 年譜
- 1935年 - 大阪府にて出生
- 1954年 - 大阪府立池田高等学校卒業
- 1958年 - 滋賀大学経済学部卒業
- 1963年 - 母親が交通事故に遭う（昏睡状態のまま36日後に永眠）
- 1963年 - 朝日ジャーナルに「交通犠牲者は救われていない」を発表
- 1964年 - 「桂小金治のアフタヌーンショー」に交通評論家としてレギュラー出演
- 1969年 - 財団法人「交通遺児育英会」設立・専務理事就任
- 1969年 - ユックリズム提唱
- 1978年 - 交通遺児学生寮「心塾」（現「あしなが心塾」）設立
- 1990年 - 朝日社会福祉賞受賞
- 1993年 - 非営利組織「あしなが育英会」設立・副会長就任
- 1994年 - 「交通遺児育英会」専務理事退任
- 1998年 - 「あしなが育英会」会長就任
- 2010年 - 著書『だから、あしなが運動は素敵だ Psycho Critique 13』出版
- 2015年 - エレノア・ルーズベルト・ヴァルキル勲章受章[7]
- 2016年 - 第50回吉川英治文化賞受賞[8]

## 著書
- 『玉井義臣の全仕事』全6巻（藤原書店、2024-2025年）

### 単著
- 『株の兵法―名人100人のことば』（同文館出版、1963年）
- 『交通犠牲者―恐怖の実態を追跡する』（弘文堂、1965年）
- 『経済市況欄の見方』（同文館出版、1966年）
- 『示談―交通事故の知識』（潮出版社［潮新書］、1966年/改訂版、1968年）
- 『ゆっくり歩こう日本―くるまが地球を滅ぼす』（サイマル出版会、1973年）
- 『だから、あしなが運動は素敵だ Psycho Critique 13』（批評社、2010年）
- 『愛してくれてありがとう』（藤原書店、2020年）
- 『世界の遺児に教育を！―あしなが運動の創始者・玉井義臣自伝』（藤原書店、2024年）

### 編著
- 『天国にいるおとうさま』（サイマル出版会、1968年）
- 『明日があるから生きるんだ―君たちの青春のために』（サイマル出版会、1971年）
- 『母さん、がんばろうね―続・天国にいるおとうさま』（サイマル出版会、1974年）
- 『天国にいるおとうさま 改訂版』（サイマル出版会、1977年）
- 『母が泣いた日』（サイマル出版会、1979年）
- 『あしながおじさん物語』（サイマル出版会、1985年）
- 『交通遺児育英会十五年史』（交通遺児育英会、1985年）
- 『災害がにくい』（サイマル出版会、1986年）

### 共編著
- 『金融・証券・商品市場用語辞典』（同文館出版、1965年）
- 『何があっても、君たちを守る　遺児作文集』（あしなが育英会、藤原書店、2021年）

## 関連文献
- 副田義也著『あしなが運動と玉井義臣』（岩波書店、2003年）ISBN 4000220136

## 関連人物
- 永野重雄
- 武田豊
- 山本孝史
- 藤村修
- 下村博文
- 星野仙一